# Havana (Camila Cabello-sang)
 For alternative betydninger, se Havana (flertydig). (Se også artikler, som begynder med Havana)
"Havana" er en sang indspillet af den cubansk-amerikanske sanger Camila Cabello, hvor den amerikanske rapper Young Thug sang med. Den blev udgivet den 3. august 2017 som en reklamesingle fra hendes debutstudiealbum The Hurting. The Healing. The Loving., som senere ændrede titel til Camila (2018), samtidig med udgivelsen af sangen "OMG". Den 30. august 2017 bekræftede Cabello, via sociale medier, sangen som albummets anden single. Den udkom til radio den 8. september 2017.
Mens sangen blev udgivet var Camila Cabello på top-10 listen over mest streamede gamere på platformen Twitch.
Den 3. november 2017 nåede sangen førstepladsen i Storbritannien.

## Andre versioner
Den 11. november 2017 blev en remixversion af sangen med Puerto Rico-rapperen Daddy Yankee uploadet til Cabellos YouTube-side. Det første vers af remixen er sunget på spansk, hvor Daddy Yankee erstatter Young Thugs vers.